# Wanita dan Satria
Wanita dan Satria (pronunciado: [waˈnita ˈdan satˈria]; lit.  "A Mulher e o Herói") é um filme dramático de 1941 dirigido por Rd Ariffien, sendo produzido na antiga colônia das Índias Orientais Neerlandesas – atual Indonésia. Foi produzido pelo estúdio Union Films, onde supõe-se ser uma obra perdida e é composto pelo elenco de atores Djoewariah, Ratna Djoewita, Hidajat, Z. Algadrie e Moesa. Em seu enredo, o mulherengo Soedrajat faz mal-uso de seu status para ter a confiança de várias mulheres, que ao final é punido por sua conduta. Ao geral, a película foi bem avaliada pela crítica com resenhistas destacando sua representação sobre os problemas femininos em uma sociedade muçulmana.

## Enredo
Soedrajat faz mau uso de seu alto status social para ter a confiança de várias mulheres, ao mesmo tempo torna-se herdeiro da fortuna de seu tio, apesar deste ter um filho, o gentil e nobre Soelarsa. O tio fica desapontado com este último, ao qual considera Soedrajat um homem melhor. Considerando-se de classe alta, ele não está disposto a associar-se com pessoas de classes inferiores. Ao mesmo tempo, Soedrajat se apaixona por uma bela jovem, Koestijah. Enquanto, Soelarsa dirige um caminhão em direção à sua aldeia, o mesmo salva a vida de Koestijah onde ambos acabam por se apaixonar. Ao convencer o pai da moça, Soedrajat fica responsável pelo casamento dos dois.
Durante o matrimônio, é exposta a verdade acerca de Soedrajat. Tarmini, uma de suas antigas conquistas, diz aos convidados sobre a natureza do noivo. Com raiva, Soedrajat atira em Tarmini, que faz sua última confissão. Então, seu pai vinga-se de Soedrajat.

## Produção
Ang Hock Liem foi o responsável pela produção de Wanita dan Satria para o estúdio Union Films. Sendo dirigido por Rd Ariffien, ex-teatrista e jornalista que havia feito sua estreia na direção em Harta Berdarah (1940). O roteiro ficou a cargo de Saeroen, ex-jornalista que trabalhava na Union.
O filme monocromático é protagonizado por Djoewariah, Ratna Djoewita, Hidajat, Z. Algadrie e Moesa. Este último era o mais experiente: atuava desde 1938, estando na Union desde 1940. Enquanto, Djoewariah estava na companhia desde a produção de Bajar dengan Djiwa (1940), já Ratna Djoewita e Hidajat não haviam atuado em nenhum filme antes de 1941.

## Lançamento e recepção
O lançamento de Wanita dan Satria ocorreu durante o ano de 1941, no mês de agosto na cidade de Bandungue e em setembro em Surabaia, sendo livre para todas as idades. No mesmo ano, uma romantização da obra foi publicada pela Kolff-Buning, com sede em Joguejacarta. A fim de atrair intelectuais indonésios, a equipe de marketing enfatizou acerca da formação (não teatral) dos atores; intelligentsias possuíam respeito pelos atores do teatro tradicional.
Uma resenha do jornal Soerabaijasch Handelsblad, com sede em Surabaia, declarou que o filme "proporciona uma reprodução clara dos direitos precários das mulheres indonésias e motiva neutralidade de seus direitos na sociedade muçulmana". Uma outra resenha do mesmo jornal afirmou que o filme "é cativante do início ao fim", um que "o público de Surabaia certamente não deve perder".

## Legado
Após Wanita dan Satria, a Union produziu mais dois filmes; nenhum deles dirigidos por Rd. Ariffien, que havia deixado a empresa. Seguidamente, Saeroen ausentou-se da companhia — sendo contratado pela Star Film. Djoewariah continuou atuando até a década de 1950, quando migrou para o teatro após uma série de papéis secundários. Ratna Djoewita e Hidajat não seguiram mais com a carreira.
Supõe-se que o filme esteja perdido; o antropólogo estadunidense Karl G. Heider afirma que todos os filmes indonésios produzidos antes de 1950 estão perdidos. No entanto, JB Kristanto do Katalog Film Indonesia (lit.  "Catálogo de Filmes Indonésios") acredita que algumas películas estão disponíveis nos arquivos da Sinematek Indonesia, e Brian denota que várias produções japonesas encontram-se no Serviço Informativo do Governo da Holanda.

## Obras citadas
- «Bandoeng: Bioscopen Hedenavond» [Bandung: In Cinemas Tonight]. Bataviaasch Nieuwsblad (em neerlandês). Surabaia: Kolff & Co. 28 de agosto de 1941. p. 3
- Biran, Misbach Yusa (2009). Sejarah Film 1900–1950: Bikin Film di Jawa (em indonésio). Jacarta: Komunitas Bamboo working with the Jakarta Art Council. ISBN 978-979-3731-58-2
- «Djuariah, Ng. R». Film Indonesia (em indonésio). Jacarta: Konfiden Foundation. Consultado em 25 de novembro de 2022. Arquivado do original em 16 de janeiro de 2014
- Heider, Karl G (1991). id Cinema: National Culture on Screen (em inglês). Honolulu: University of Hawaii Press. ISBN 978-0-8248-1367-3
- «Moesa». Film Indonesia (em indonésio). Jacarta: Konfiden Foundation. Consultado em 25 de novembro de 2022. Arquivado do original em 14 de maio de 2014
- «R Hidajat». Film Indonesia (em indonésio). Jacarta: Konfiden Foundation. Consultado em 25 de novembro de 2022. Arquivado do original em 20 de outubro de 2016
- «Ratna Djoewita». Film Indonesia (em indonésio). Jacarta: Konfiden Foundation. Consultado em 25 de novembro de 2022. Arquivado do original em 21 de maio de 2014
- «Sampoerna 'Wanita dan Satria'». Soerabaijasch Handelsblad (em neerlandês). Surabaia: Kolff & Co. 11 de setembro de 1941. p. 2
- «Sampoerna: 'Wanita dan Satria'». Soerabaijasch Handelsblad (em neerlandês). Surabaia: Kolff & Co. 11 de setembro de 1941. p. 6
- «(sem título)». Soerabaijasch Handelsblad (em neerlandês). Surabaia: Kolff & Co. 8 de setembro de 1941. p. 7. Arquivado do original em 20 de agosto de 2013
- «Wanita dan Satria». Film Indonesia (em indonésio). Jacarta: Konfiden Foundation. Consultado em 25 de novembro de 2022. Arquivado do original em 15 de janeiro de 2014
- «Wanita dan Satria». WorldCat (em indonésio). OCLC 41906385